# Jaswant Singh
Thiếu tá Jaswant Singh Jasol (ⓘ3 tháng 1 năm 1938 - 27 tháng 9 năm 2020) là một sĩ quan của Quân đội Ấn Độ và Bộ trưởng Nội các Ấn Độ. Ông là một trong những thành viên sáng lập của Đảng Bharatiya Janata (BJP), và là một trong những nghị sĩ phục vụ lâu nhất của Ấn Độ, từng là thành viên của đảng Lok Sabha hoặc Rajya Sabha gần như liên tục từ năm 1980 đến năm 2014. Ông là Phó chủ tịch NDA. ứng cử viên trong cuộc bầu cử phó tổng thống Ấn Độ năm 2012. Singh là nhà lãnh đạo duy nhất từ Rajasthan được vinh danh trở thành Bộ trưởng Ngoại giao, Tài chính và Quốc phòng.
Anh ấy đã được bầu chọn trong tấm vé BJP đến Rajya Sabha năm lần (1980, 1986, 1998, 1999, 2004) và vào Lok Sabha bốn lần (1990, 1991, 1996, 2009). Trong thời gian điều hành Vajpayee từ năm 1998 đến năm 2004, ông nắm giữ nhiều danh mục nội các bao gồm Tài chính, Đối ngoại và Quốc phòng. Ông cũng từng là Phó Chủ tịch Ủy ban Kế hoạch từ năm 1998 đến 1999. Sau các vụ thử hạt nhân của Ấn Độ năm 1998, ông được Thủ tướng Vajpayee bổ nhiệm làm đại diện của Ấn Độ để tổ chức các cuộc đối thoại lâu dài, lặp lại với Hoa Kỳ. (đại diện bởi Strobe Talbott) về các vấn đề liên quan đến chính sách và chiến lược hạt nhân; kết quả của cam kết bền vững là tích cực cho cả hai quốc gia. Sau khi đảng của ông mất quyền lực vào năm 2004, Jaswant Singh giữ chức Lãnh đạo phe đối lập tại Rajya Sabha từ năm 2004 đến năm 2009.